# Harpadon squamosus
Harpadon squamosus är en fiskart som först beskrevs av Alcock, 1891.  Harpadon squamosus ingår i släktet Harpadon och familjen Synodontidae. Inga underarter finns listade i Catalogue of Life.